# (4711) Kathy
(4711) Kathy (1989 KD) – planetoida z pasa głównego asteroid okrążająca Słońce w ciągu 3,68 lat w średniej odległości 2,38 j.a. Odkryta 31 maja 1989 roku.